# Slovenský svaz ledního hokeje
Slovenský svaz ledního hokeje (SSLH; Slovenský zväz ľadového hokeja) je řídící orgán Tipsport extraligy, nejvyšší slovenské hokejové ligy.
Dále pod SSLH spadá:
- 1. hokejová liga SR: 16 družstev (8 ve skupině A, 8 ve skupině B)
- 2. liga seniorů: 14 družstev ve dvou regionálních skupinách (8 ve skupině A a 6 ve skupině B)
- 1. liga žen: 7 družstev
- Slovnaft Extraliga juniorů: 14 týmů
- 1. liga juniorů: 12 týmů
- Extraliga dorostu: 16 týmů
- 1. liga dorostu: 18 týmů
- Žákovské ligy: 120 týmů ve čtyřech regionech – st. žáci: po 30 ve skupině A a B, ml. žáci: po 30 ve skupině A a B